# 赫尔曼·福布克
赫尔曼·福布克（1899年11月4日—1943年4月19日）是一位纳粹党官员、冲锋队军官。啤酒館政變之后，他在蘭茨貝格監獄和阿道夫·希特勒一起服刑，在此期间担任其秘书。1925-1928年间，他担任南漢諾威-不倫瑞克大區副大區領導。第二次世界大战期间，苏德战争期間，他在刻赤的一次空袭中因心脏病突发而死。